# مرزنده
مرزنده (به انگلیسی: Marzandeh)، روستایی است از توابع بخش چمستان شهرستان نور در استان مازندران ایران.

## جمعیت
این روستا در دهستان ناتل‌رستاق قرار دارد و براساس سرشماری مرکز آمار ایران در سال ۱۳۹۵، جمعیت آن ۲۷۶ نفر (۸۴ خانوار) بوده‌است.
| واحد آماری | تعداد |
| ---------- | ----- |
| • خانوار   | ۸۴    |
| • جمعیت    | ۲۷۶   |
| • مرد      | ۱۳۶   |
| • زن       | ۱۴۰   |

## نگارخانه

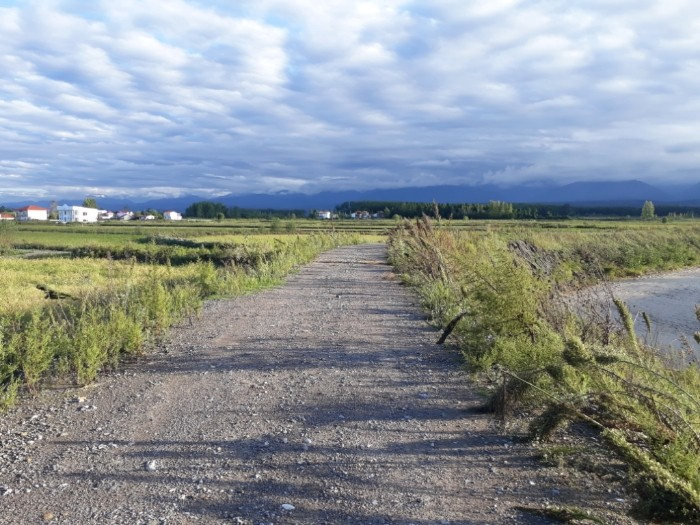
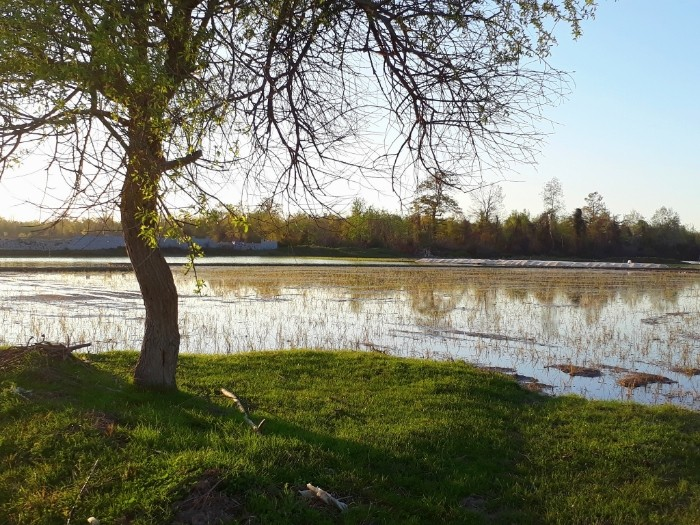
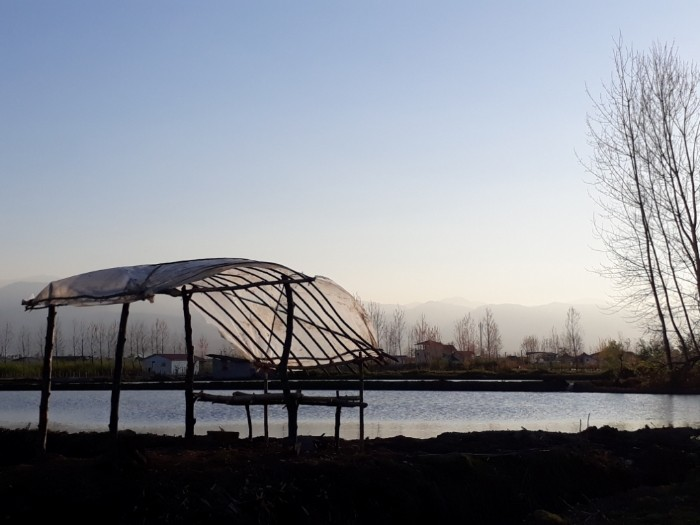
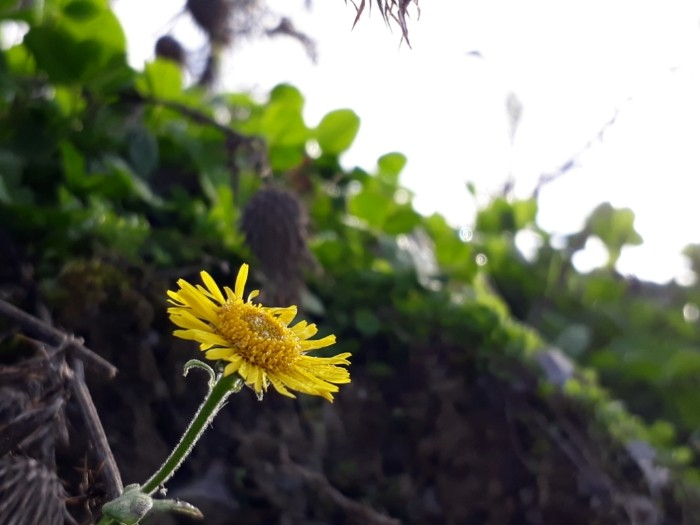
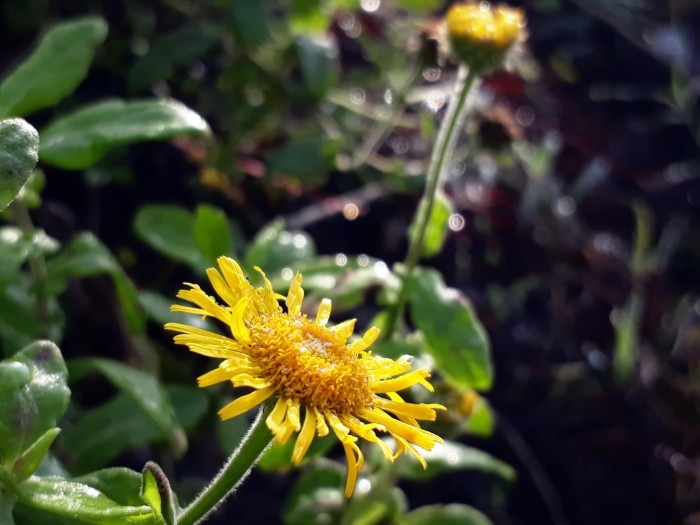
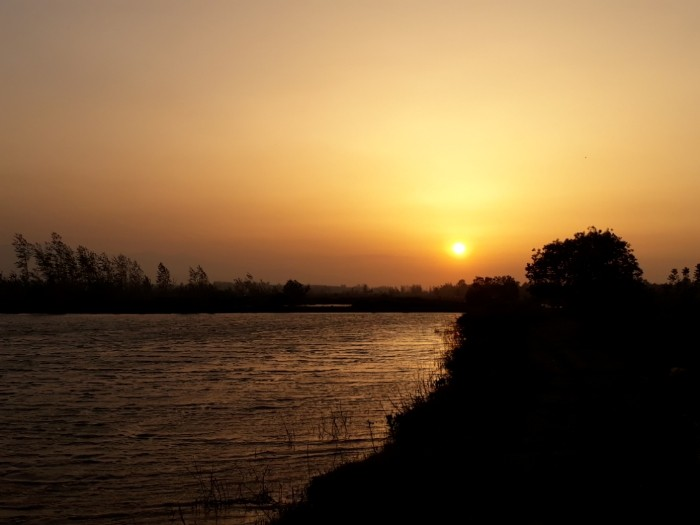
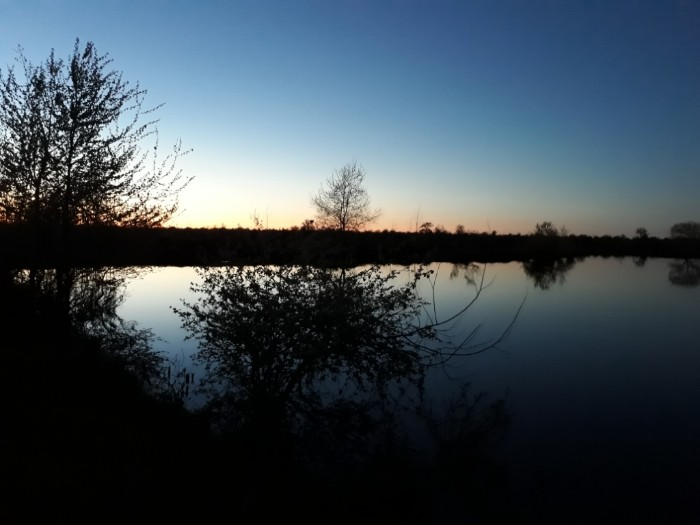
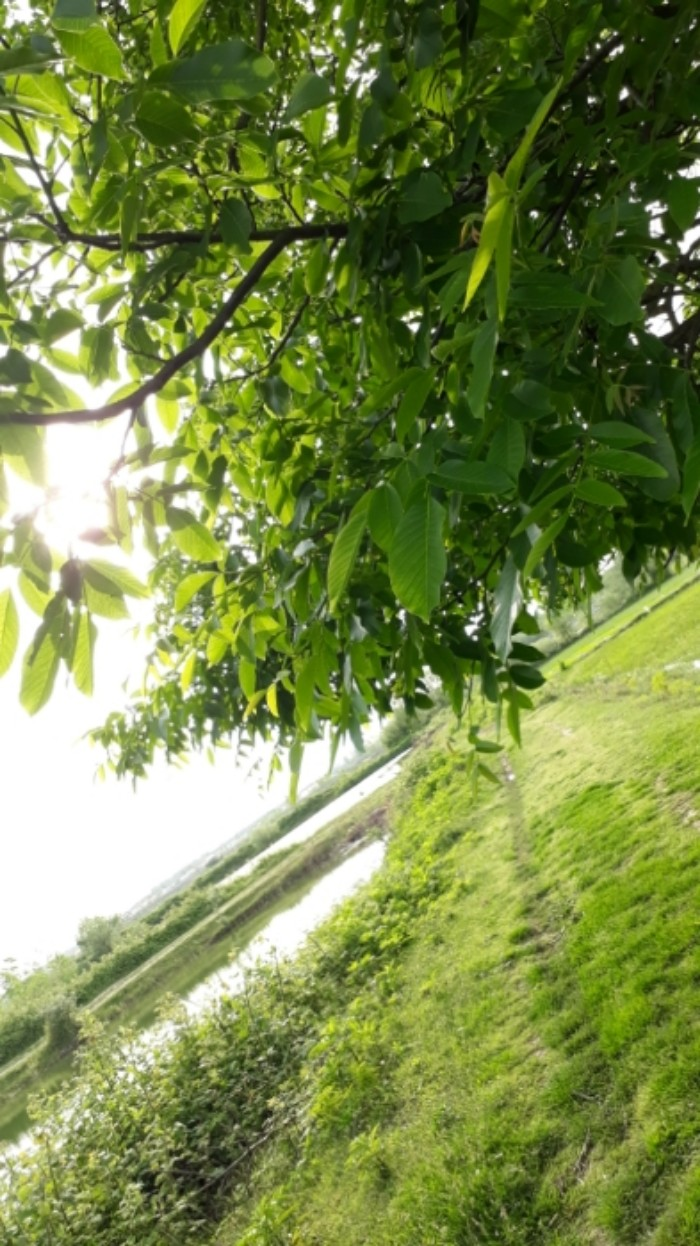
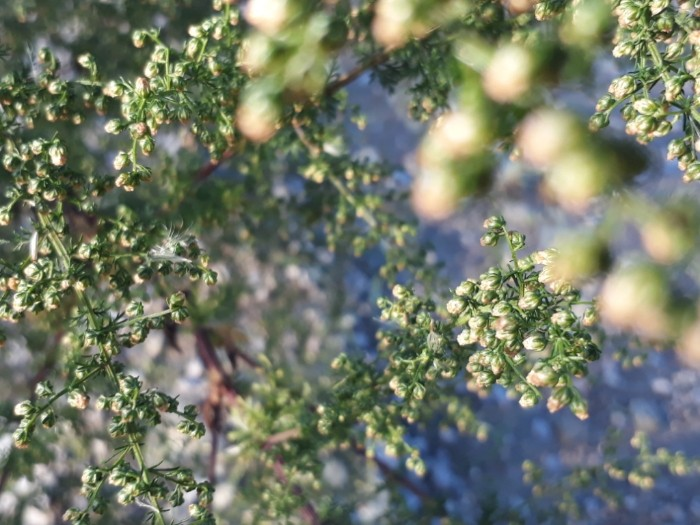